# Lill-Tistertjärnen
Lill-Tistertjärnen är en sjö i Överkalix kommun i Norrbotten och ingår i Kalixälvens huvudavrinningsområde. Sjön har en area på 0,0364 kvadratkilometer och ligger 92 meter över havet.

## Delavrinningsområde
Lill-Tistertjärnen ingår i det delavrinningsområde (738541-180708) som SMHI kallar för Nedlagd mätstation. Medelhöjden är 82 meter över havet och ytan är 24,43 kvadratkilometer. Räknas de 406 avrinningsområdena uppströms in blir den ackumulerade arean 6 608,81 kvadratkilometer. Ängesån (Liinajoki) som avvattnar avrinningsområdet har biflödesordning 2, vilket innebär att vattnet flödar genom totalt 2 vattendrag innan det når havet efter 82 kilometer. Avrinningsområdet består mestadels av skog (82 procent). Avrinningsområdet har 0,79 kvadratkilometer vattenytor vilket ger det en sjöprocent på 3,2 procent.